# Университет Чунан
Университет Чунан (кор. 중앙대학교, 中央大學校) — частный университет, расположенный в Сеуле, Республика Корея. Университет Чунан был основан в 1918 году в Инсадоне, а в 1938 году переехал в Хынсоктон. Девиз университета: «Live in Truth, Live for Justice» (кор. «의에 죽고 참에 살자»).

## Местонахождение
Главный корпус университета расположен в районе Хыксок-тон округа Тонджакку в Сеуле, филиал — в городе Ансон (провинция Кёнгидо).